# Художественный музей Мемфисского университета
Художественный музей Мемфисского университета (англ. Art Museum of the University of Memphis; AMUM) расположен по адресу 3750 Norriswood Avenue, в городе Мемфисе (Теннесси, США). Музей был открыт в октябре 1981 года как Университетская галерея; в 1994 году название сменилось на нынешнее.
Музей открыт с понедельника по субботу, с 9.00 до 17.00, не работая по университетским выходным. За посещение музея, а также за экскурсии в нём, плата не взимается.

## Коллекции
Музей располагает несколькими постоянными коллекциями, насчитывающими в общей сложности 5000 экспонатов. Выделяется «египетская коллекция», представленная археологическими артефактами. Первые 44 экспоната египетской коллекции были приобретены в 1975 году у Музея изящных искусств города Бостона (Массачусетс). В настоящее время эта коллекция — крупнейшее собрание древнеегипетских артефактов на Юге США. Большая часть её экспонатов была безвозмездно передана музею частными лицами и организациями.
Среди постоянных выставок также имеются «Африканская коллекция» и «Коллекция работ на бумаге», состоящая из около 90 эстампов, приобретённых у музеев или поступивших от жертвователей.

## Временные выставки
«ArtLab», «Caseworks» и «Multimedia Space», а также 2 галереи, рассчитаны для проведения временных выставок в музее, представляющих как правило различное искусство, от классического до современного.